# Международен съюз на социалистическата младеж
Международният съюз на социалистическата младеж – МССМ (на английски: International Union of Socialist Youth – IUSY), основан през 1907 г., е най-голямата младежка политическа организация в света, представляваща около 140 организации-членки от повече от 100 страни. Съюзът е младежта на Социалистическия Интернационал (СИ). Той обединява социалистическите, социалдемократически и работническите младежки организации от цял свят, за да се борят за свобода и човешки права, социална справедливост и демокрация, мирни решения на политическите проблеми и прекратяване на всички форми на дискриминация. МССМ работи чрез разработване и укрепване на членуващите в нея организации в различни страни, подкрепа на нови организации, публикуване на бюлетини и организиране на международни младежки събирания всяка година.
МССМ като политическа организация на младежта сътрудничи с всички движения на работниците и прогресивни организации в света. Той също така си сътрудничи с множество международни институции с цел разработване на политика, но и получаване на подкрепа за проекти и дейности.
МССМ е международна неправителствена организация с консултативен статут към Икономическия и социален съвет на ООН от 1993 г. насам.

## Инфорамция за МССМ
Основното поле на дейност на Международния съюз на социалистическата младеж е в насърчаването на демокрацията, правата на човека и политиката за младежта. Работата на МССМ е тясно свързана с международни институции като Съвета на Европа, Организацията на обединените нации, Социалистическия интернационал, Европейския младежки форум и други, за да се застъпи за равни възможности и право на участие в политическия живот за младите хора по целия свят.
МССМ работи за укрепване на членуващите в нея организации, чрез предоставяне на широка мрежа за подкрепа на образователните семинари и семинари за обучение, насочени към повишаване на техния капацитет за борба за политически промени в съответните страни.
Конгресът на МССМ е най-висшият орган за вземане на решения. Той избира председателя, генералния секретар на Президиума и Контролната комисия. Конгресът на IUSY и Съветът на МССМ се провеждат на всеки 2 години. МССМ координира дейността си на две нива – регионално и глобално. Регионалната координация включва обсъждане на въпроси от общ интерес в рамките на региона и развитието на вътрешните и обществени дейности, за насърчаване на решения и политически предложения. Естествено, структурата и международният характер на МССМ позволяват на организацията да реализира съвместни дейности, чрез сътрудничество и координация между различните региони.
Президиумът се състои от председателя, генералния секретар и 18 заместник-председатели, които се срещат редовно, за обсъждане и разработка на политиката на организацията.
МССМ има пет регионални комисии – Американска, Африканска, Азиатско-Тихоокеанска, Европейска и в Средиземноморска, които се срещат ежегодно. Също така, IUSY има две постоянни работни групи – Феминизъм и ЛГБТ – които се занимават с въпроси, свързани с тези конкретни теми.
Секретариатът на организацията, воден от генералния секретар, организира всички дейности и е отговорен за финанси, комуникации, и ежедневната работа на организацията. Работните езици са английски, френски и испански.
Световният фестивал на Международния съюз на социалистическата младеж обединява хиляди активисти и се организира приблизително на всеки две или три години.

## История
През август (24 – 27), 1907 г. се провежда среща на 20 представители на младежта от 13 държави в Щутгарт, Германия, на която се основава Младежкия социалистически интернационал като младежка организация на Втория интернационал. Международният им офис се намира във Виена и останава там и до днес, с изключение на няколко кратки извънредни периоди.
Социалистическата младежка организация е изправена пред нарастващото влияние на национализма и милитаризма в Европа. Когато избухва Първата световна война през 1914 г., въпреки че по-голямата част на социалистическите партии открито подкрепят военните усилия на страните си, Младежкия социалистически интернационал остава непоколебим в принципна опозиция срещу войната и милитаризма. Организацията е принудена да премести офисите си в Цюрих и от там тя публикува своя вестник, „Младежки Интернационал“, като призив за мир, и чрез нелегално разпространение, като се имат предвид обстоятелствата. Борбата за мир впоследствие се превръща в отличителна черта на социалистическата младежка организация.
Формирането на Комунистическия интернационал в Москва през 1919 г. официално разделя работническото и младежкото движение. Представители на социалистическите и социалдемократическите идеи се събират отново в Международното социалистическо движение на младежта през 1921 година.
През 1925 г., в навечерието на фашисткия преврат в Италия, младежката организация на страната е принудена да прекрати участието си в работата на Международното социалистическо движение на младежта. Това поставя началото на борбата срещу фашистката заплаха от страна на организацията.  През 1933 г. офисът в Берлин се евакуира в Прага.
След Втората световна война, на 30 септември 1946 г., на конгреса в Париж, организация официално става известна като Международния съюз на социалистическата младеж. От тогава започват да се присъединяват все по-голям брой младежки организации. От началото на 1950-те години МССМ включва 73 организации от 50 страни. От този момент, организацията се е увеличила повече от два пъти.
След Парижкия конгрес през 1960 г., МССМ се фокусира върху подкрепа на усилията за деколонизация и борби за независимост, особено в Африка и Азия. През 1970 г. организацията активно привлича вниманието към нарушенията на човешките права от военни правителства в Южна Америка и изграждането на международни кампании за солидарност, особено срещу Пиночет в Чили и Сомоса в Никарагуа.
Международният съюз на социалистическата младеж предпазливо подкрепя процеса на демократизация в Източна Европа, защото организацията иска тези промени в полза на населението като цяло, а не просто на малък елит. Въпреки че надпреварата в ядреното въоръжаване е завършила с падането на Берлинската стена, преходът от авторитарни режими води до нови конфликти в тези региони. Трафикът на хора и бежанците, в резултат от граждански конфликти, се превръща в нов фокус на усилията от страна на IUSY. IUSY формира Балканската кръгла маса и Черноморската комисия, за да се улесни диалога и сътрудничеството между различните страни.
С поглед към бъдещето, все още има много работа за вершене. Съюзът се ангажира да работи с младежките организации-членки, за да се разработят ефективни средства за лечение и превенция на ХИВ-СПИН пандемията. Развитието на индивидуалните човешки права и свободи на много места е от особена важност. Последните събития показаха основното икономическо неравенство, което съществува в целия свят и привлече вниманието към борбата за социална справедливост и равенство.

## Президиум
| Председател                                                                              |
| Viviana Piñeiro, JSU, Уругвай                                                            |
| Генерален секретар                                                                       |
| Beatriz Talegón, JSE, Испания                                                            |
| Вицепрезидент                                                                            |
| Африка                                                                                   |
| Michaïl Baguian, JPDPPS, Буркина Фасо                                                    |
| Samuel Muyizzi, UYD, Уганда                                                              |
| Tecber Ahmed Saleh, UJSARIO, Западна Сахара                                              |
| Америка                                                                                  |
| Alejandro Encinas, JD, Мексико                                                           |
| Felipe Jeldres, JS, Чили                                                                 |
| Johanna Ortega, JPS, Парагвай                                                            |
| Rosa Montero, JLC, Колумбия                                                              |
| Азиатско-тихоокеански регион                                                             |
| Kah Woh Wong, DAPSY, Малайзия                                                            |
| Maybel Htoo, DPNS, Бирма                                                                 |
| Европа                                                                                   |
| Anuka Pircxalava, YSG, Грузия                                                            |
| Åsmund Aukrust, AUF, Норвегия                                                            |
| Boris Ginner, SJÖ, Австрия                                                               |
| Evin Incir, SSU, Швеция                                                                  |
| Roberta Capone, GD, Италия                                                               |
| Srđan Subotić, CSDY, Хърватия                                                            |
| Tim Schlösser, Jusos, Германия                                                           |
| Средиземноморски                                                                         |
| Hanin Khoury, Fateh Youth, Палестина                                                     |
| Nimrod Barnea, YMY, Израел                                                               |
| BRT – Balkan Round Table: Mitja Cestnik. Словения                                        |
| BSAC: Black Sea Area Region: Dimitri Tsikatshvili, Грузия                                |
| Председател на Контролната комисия                                                       |
| Michael Dehmlow, SJD-Die Falken, Германия                                                |
| Членове на контролната комисия                                                           |
| Ana Ingrisch, DSU, Дания                                                                 |
| Guillermo Miguelena, JAD, Венецуела                                                      |
| Marlon Cornelio, Akbayan Youth, Филипини                                                 |
| Suzete Danka, FRELIMO Youth, Мозамбик                                                    |
| С постоянна покана                                                                       |
| Президентът на ECOSY ECOSY                                                               |
| Генералният секретар на ICFTU YO                                                         |
| Президентът на IFM-SEI International Falcon Movement – Socialist Education International |

## Президенти на МССМ
- 1946 Боб Моленаар (Холандия)
- 1948 Питър Стрейсър (Австрия)
- 1954 Нат Пай (Индия)
- 1960 Чи Нюънт (Бирма)
- 1966 Уилберт Перера (Цейлон)
- 1969 Луис А. Карело (Аржентина)
- 1971 Рафаел Албакърки (Доминиканска Република)
- 1973 Луис Аяла (Чили)
- 1975 Джери Свенсон (Швеция)
- 1977 Алехандро Монтесино (Чили)
- 1979 Хилари Барнард (Великобритания)
- 1981 Милтън Колиндрес (Ел Салвадор)
- 1983 Кристен Дженсен (Дания)
- 1985 Джоан Калабюг (Испания)
- 1989 Свен Ерик Шиодер (Швеция)
- 1991 Роджър Халхаг (Швеция)
- 1995 Никола Зингарети (Италия)
- 1997 Умберто Джентилони (Италия)
- 1999 Алваро Елизалде (Чили)
- 2004 Фикил Мбалула (Южна Африка)
- 2008 Ясинда Ардерн (Нова Зеландия)
- 2010 Вивиан Пинейро (Уругвай)

## Генерални секретари на съюза
- 1946 Пер Хакеръп (Дания)
- 1954 Кърт Кристиансън (Швеция)
- 1960 Пер Асен (Норвегия)
- 1963 Стюр Ериксон (Швеция)
- 1966 Иан Хакеръп (Дания)
- 1969
- 1971 Джери Свенсън (Швеция)
- 1973 Джоан Пинбърг (Швеция)
- 1975 Фрифрих О.Дж. Рол (Германия)
- 1977 Ол Фиш (Дания)
- 1979 Юка Оас (Финландия)
- 1981 Бенгт Олсън (Швеция)
- 1983 Робърт Кредиг (Германия)
- 1985 Дирк Дриджбуумс (Белгия)
- 1989 Ричард Торел (Испания)
- 1993 Алфредо Ремо Лазерети (Аржентина)
- 1997 Ензо Амендола (Италия)
- 2006 Ивон Окалагън (Ирландия)
- 2009 Йохан Хасел (Швеция)
- 2012 Беатрис Талегън (Испания)

## Конгреси
- 1946 Париж
- 1948 Леувен
- 1951 Хамбург
- 1954 Копенхаген
- 1957 Рим
- 1960 Виена
- 1963 Осло
- 1966 Виена
- 1969 Рим
- 1971 Лондон (необикновен)
- 1973 Малта
- 1975 Брюксел
- 1977 Щутгарт
- 1979 Франкфурт
- 1981 Виена
- 1983 Йорлунде (Дания)
- 1985 Севиля
- 1987 Брюксел
- 1989 Бомерсвик (Швеция)
- 1991 Сеч (Чехословакия)
- 1993 Монтевидео
- 1995 Модена
- 1997 Лилехамер
- 1999 Хамбург
- 2001 Йоханесбург
- 2004 Будапеща
- 2006 Есбер
- 2008 Санто Доминго
- 2010 Бумурсвик (Швеция)
- 2012 Асунсион

## Международни срещи
Международните младежки срещи с до 50 000 участници (1929 във Виена) са важна традиция на социалистическите младежки организации. През 1952 г., IUSY възстановяват отново тази традиция с първия „IUSY Camp“ във Виена.
- 1952 IUSY Camp Виена (Австрия)
- 1954 IUSY Camp Лиеж (Белгия)
- 1956 IUSY Camp Тампере (Финландия)
- 1959 IUSY Camp Берлин (Германия)
- 1962 IUSY Camp Копенхаген (Дания)
- 1965 IUSY Camp Кармил (Израел)
- 1968 IUSY Camp Вирхоутен (Нидерландия)
- 1974 IUSY Camp Атерзе (Австрия)
- 1977 Internationales Sozialistisches Jugendtreffen Щутгарт (Германия)
- 1981 Internationales Sozialistisches Jugendtreffen Виена (Австрия)
- 1985 IUSY Фестивал Люксембург (Люксембург)
- 1987 IUSY Фестивал Валенсия (Испания)
- 1992 IUSY Фестивал Порто (Португалия)
- 1996 IUSY Фестивал Бон (Германия)
- 2000 IUSY Фестивал Малмо (Швеция)
- 2003 IUSY Фестивал Камена Вурла (Гърция)
- 2006 IUSY Фестивал Аликанте (Испания)
- 2007 IUSY 100 Celebration Архив на оригинала от 2017-08-09 в Wayback Machine. Берлин (Германия)
- 2009 IUSY Фестивал Занка (Унгария)
- 2011 IUSY Festival Архив на оригинала от 2013-05-23 в Wayback Machine. Атерзе (Австрия)